# Кім Чон Хван
Кім Чон Хван (11 травня 1971) — південнокорейський хокеїст на траві.
Срібний призер Олімпійських Ігор 2000 року.